# Lực lượng Vũ trang Ai Cập
Lực lượng Vũ trang Ai Cập là lực lượng quân sự của Ai Cập, là lực lượng vũ trang lớn nhất ở châu Phi và Trung Đông. Nó được thành lập vào năm 1922, bao gồm quân đội Ai Cập,  Hải quân Ai Cập, Không quân Ai Cập và Lực lượng phòng không Ai Cập.
Theo Hiến pháp Ai Cập, Các lực lượng vũ trang Ai Cập được lãnh đạo bởi các lệnh chung hoặc được Hội đồng tối cao được hình thành trong trường hợp khẩn cấp và đứng đầu là Tổng thống người nắm giữ danh hiệu của nhà lãnh đạo tối cao của các lực lượng vũ trang Ai Cập, và bao gồm 21 sĩ quan quân đội, đại diện cho các đội quân khác nhau và các phòng ban của các lực lượng vũ trang.